# Поляковка (Учалинский район)
Поляко́вка (баш. Поляковка) — село в Учалинском районе Республики Башкортостан Российской Федерации. Центр Поляковского сельсовета.

## География

### Географическое положение
Расстояние до:
- районного центра (Учалы): 55 км,
- ближайшей железнодорожной станции (Курамино): 11 км.

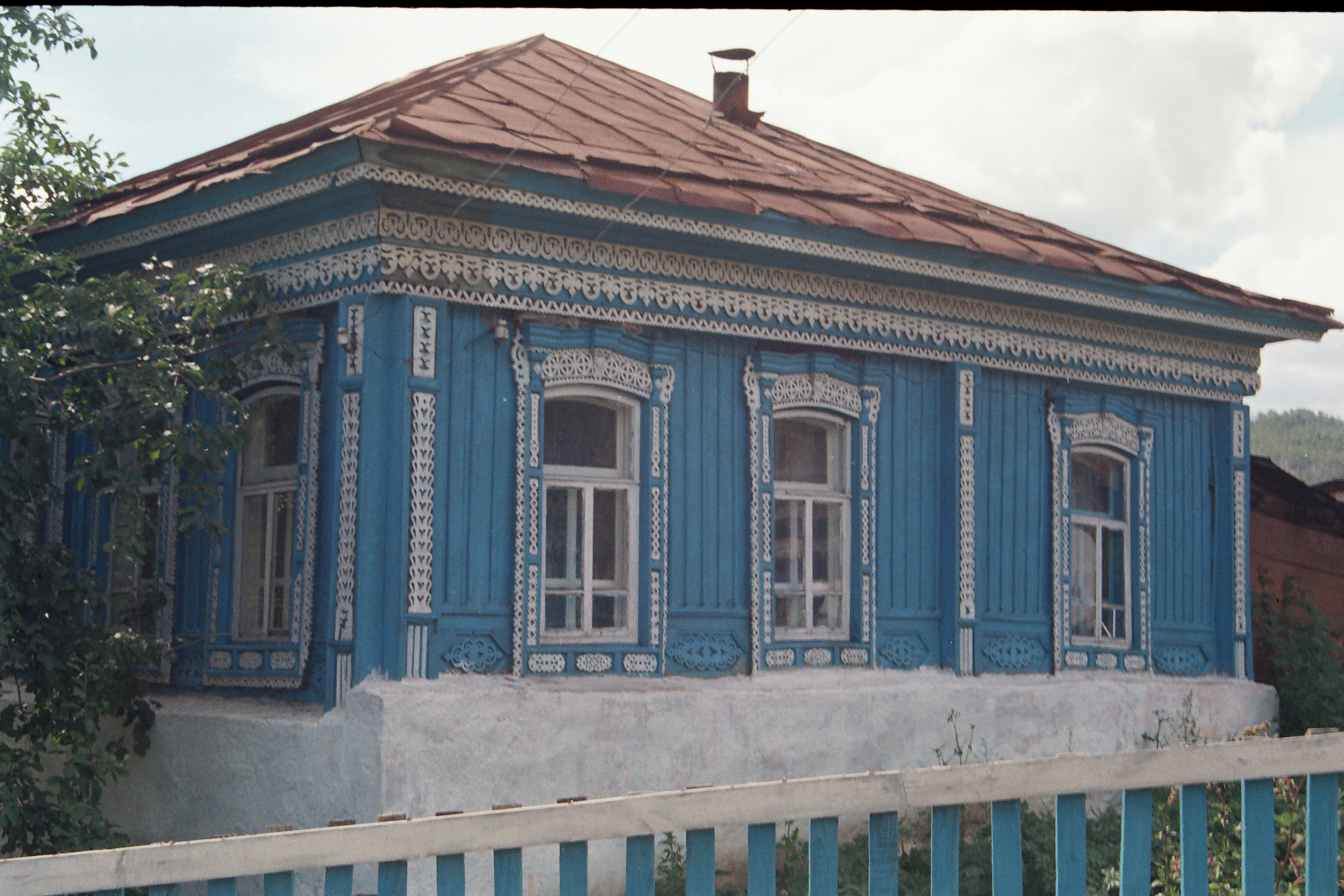
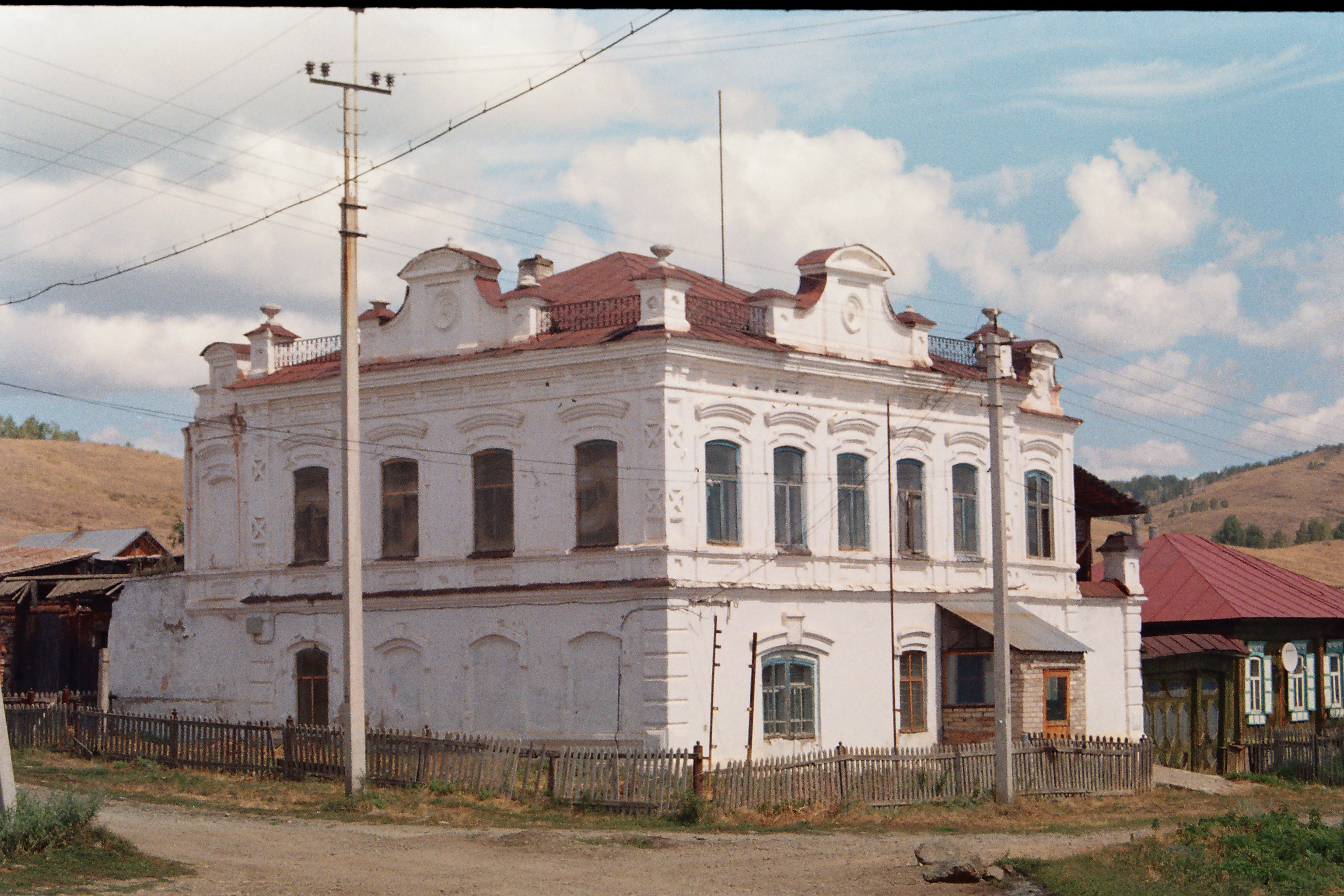
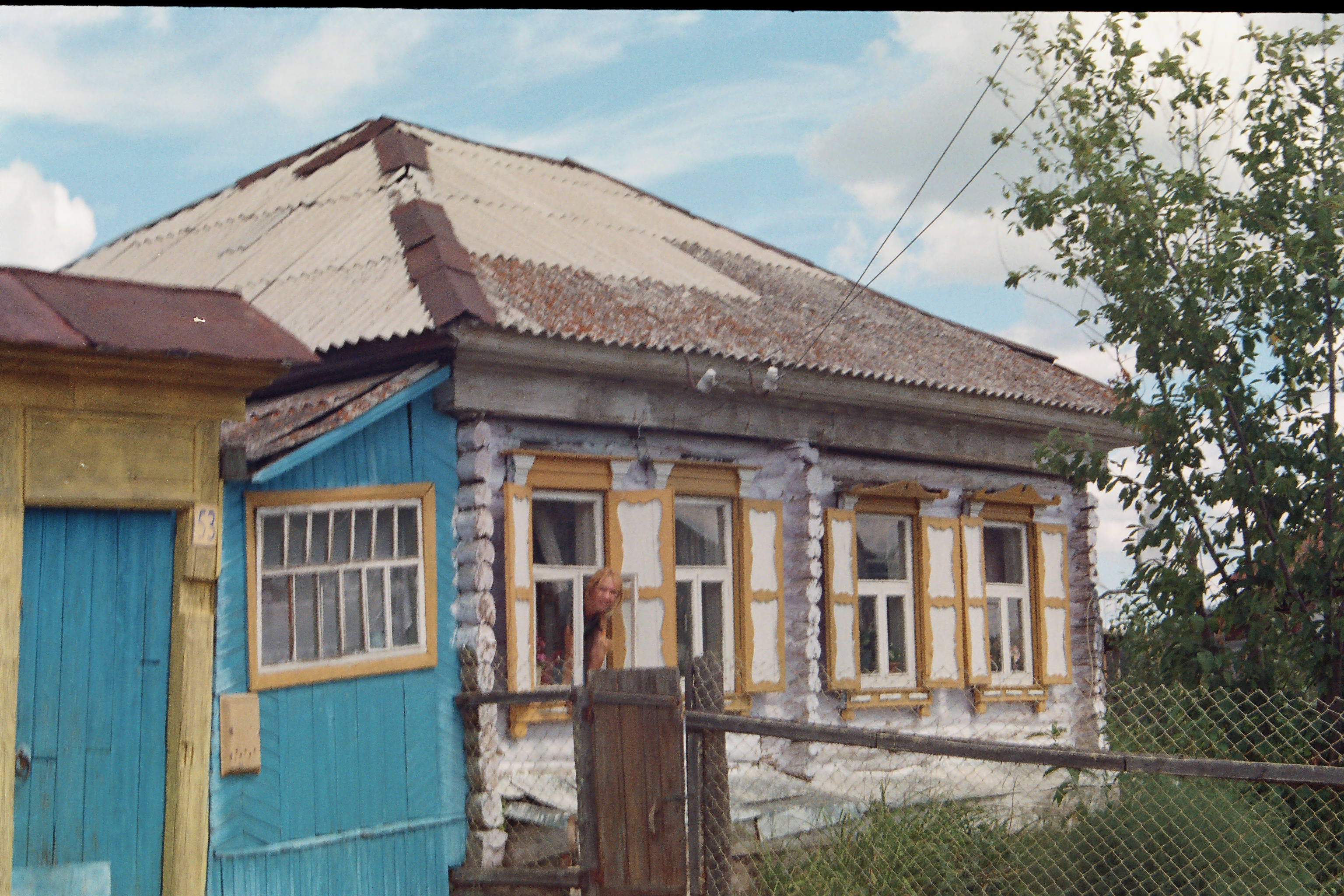

## Население
| 2002 | 2009 | 2010 |
| ---- | ---- | ---- |
| 794  | ↘750 | ↘677 |

Национальный состав
Согласно переписи 2002 года, преобладающие национальности: русские (59 %), башкиры (34 %).

## Религия
В селе есть православная часовня Ксении Петербургской.